# VirtualDub
VirtualDub — свободная утилита для захвата, монтажа и редактирования видеопотока для платформы Windows, лицензированная на условиях GNU General Public License (GPL). Разработчик — Эвери Ли (англ. Avery Lee). Может использоваться для простых линейных операций над файлами формата видео. Также VirtualDub может использовать встроенные фильтры или подключаемые модули сторонних разработчиков. Распространяется для 32- и 64-битной операционной системы Windows. Несмотря на то, что программа долгое время не обновляется, она остается актуальной и пользуется спросом из-за простого интерфейса.

## Основные функции
- Вырезание и склеивание.
- Конвертация, перекодирование видеофайлов.
- Видеозахват (преобразование аудио- и видеопотоков в видеофайлы).
- Замена звуковой дорожки оригинала на звук из файлов .AVI, .avs, .dat, .divx, .m1v, .mpeg, .mp3, .mpg, .mpv, .vdr, .wav, .w64
- Работа с несколькими звуковыми дорожками.
- Наложение фильтров.
- По умолчанию работа с .AVI, .dat, .divx, .mpeg, .mpg, .mpv.
- Работа с VOB, MPEG-2, AC-3, FLIC, FLV, FLI, FLC, MOV, MP4, PVN, 3GP, WMA, WMV, ASF (с помощью плагинов).
- Распределённая работа на нескольких компьютерах в сети.
- Резка и склеивание по ключевым кадрам.
- Добавление/отрезание звуковой дорожки.
- Работа со звуковой дорожкой без рекомпрессии видео и наоборот.

При этом, в отличие от многих других редакторов, пользователь имеет полный контроль над режимом работы. Это значит, что если пользователь выбрал режим без рекомпрессии, то будет работа только без рекомпрессии (выполнить некоторые операции будет невозможно). Для сравнения, многие редакторы либо выполняют рекомпрессию всегда, вне зависимости от необходимости, либо (как например Ulead Media Studio) выполняют адаптивную рекомпрессию в местах переходов, не трогая остальной материал (пользователь при этом не знает в точности, какие участки подверглись рекомпрессии).
Второй уникальной особенностью является малая загрузка процессора и, соответственно, большая, чем у прочих редакторов, скорость работы. Достигается это за счёт того, что значительная часть VirtualDub написана низкоуровневым кодом. Расплатой за низкоуровневость является несколько ограниченная функциональность.

## Особенности
VirtualDub предназначен для работы под Windows, но может работать в Linux и macOS, используя Wine (например, чтобы использовать его с популярным плагином Deshaker). Однако встроенная поддержка этих систем недоступна. VirtualDub был создан для работы исключительно с файлами Audio Video Interleave (AVI); Однако в версии 1.7.2 был добавлен API-интерфейс плагина, который позволяет импортировать другие форматы при наличии установленных соответствующих видео- и аудиокодеков.

## Плагины
- AC-3 plugin — импорт АС3 дорожек (требует AC-3 ACM Codec)
- Directshow plugin — позволяет подгружать любые форматы, которые открываются плеерами типа MPC.
- FLIC plugin — fli, flc
- FLV plugin — flv (для работы необходим ffdshow)
- MP4 / 3GP plugin — импорт 3gp, mp4.
- MPEG-2 plugin — mpg, m2v, vob, vro
- PVN plugin — pvn
- R3D plugin — поддержка R3D (Redcode RAW)
- Quicktime plugin — mov, mp4
- WMV plugin — открывает Windows Media Video (контейнер [ASF]): asf, wmv, также открытие/импорт wma (аудио). Для работы необходим ffdshow либо WMV9 VCM

## Юридические аспекты
- Возможность работы с форматом .asf была удалена начиная с версии 1.3d по требованию компании Microsoft[9].
- VirtualDub не сохраняет видео в формате MPEG2, потому что за его использование в программе необходимо производить патентные отчисления.

## Форки
- NanDub — клон VirtualDub, ориентированный на работу с несколькими звуковыми дорожками и подмешивание звука не только из WAV-контейнера (внутри которого звук может быть либо несжатым, либо сжатым хотя бы тем же MP3, ADPCM и любым другим методом), но и непосредственно из MP3, а также Ogg Vorbis. С некоторых пор такая возможность появилась и у оригинального VirtualDub;
- VirtualDubMod — модификация VirtualDub с дополнительными функциями.